# Macrocentrus crambi
Macrocentrus crambi is een insect dat behoort tot de orde vliesvleugeligen (Hymenoptera) en de familie van de schildwespen (Braconidae). De wetenschappelijke naam van de soort werd voor het eerst geldig gepubliceerd door Ashmead in 1894. Deze schildwespen leggen hun eitjes in larven van grasmotten uit het geslacht Crambus; vandaar de soortnaam crambi.